# Egira tabulata
Egira tabulata är en fjärilsart som beskrevs av Augustus Radcliffe Grote 1878. Egira tabulata ingår i släktet Egira och familjen nattflyn. Inga underarter finns listade i Catalogue of Life.